# Oboga
Oboga is een Roemeense gemeente in het district Olt.
Oboga telt 1497 inwoners.